# مارتن فانديفوردت
مارتن فانديفوردت (مواليد 26 فبراير 2002) هو لاعب كرة قدم بلجيكي يلعب في مركز حارس المرمى في نادي جينك.

## وصلات خارجية
- مارتن فانديفوردت على موقع الاتحاد الأوربي (الإنجليزية)
- مارتن فانديفوردت على موقع الاتحاد البلجيكي (الإنجليزية)
- مارتن فانديفوردت على موقع إي إس بي إن إف سي (الإنجليزية)
- مارتن فانديفوردت على موقع قاعدة بيانات كرة القدم.إي يو (الإنجليزية)
- مارتن فانديفوردت على موقع ليكيب (الفرنسية)
- مارتن فانديفوردت على موقع Soccerbase.com (لاعب) (الإنجليزية)
- مارتن فانديفوردت على موقع Soccerway.com (الإنجليزية)
- مارتن فانديفوردت على موقع عالم كرة القدم.نت (الإنجليزية)